# Heribert Steinbauer
Heribert Steinbauer (* 29. März 1935 in Wien) ist ein ehemaliger österreichischer Politiker (ÖVP). Steinbauer war von 1975 bis 1994 Abgeordneter zum Nationalrat.
Steinbauer ist der Sohn des Juristen Gustav Steinbauer. Er absolvierte die Pflichtschule und studierte Philosophie, Psychologie und vergleichende Sprachwissenschaften an den Universitäten Wien und Freiburg im Breisgau. Er war von 1959 bis 1960 sowie zwischen 1962 und 1964 in der  Metallindustrie in Deutschland tätig und zwischen 1960 und 1962 am Institute of European Studies in Wien/Chicago beschäftigt. Er war Mitglied der katholischen Studentenverbindung KÖStV Austria Wien im ÖCV, aus der er später ausgeschieden ist, und von 1966 bis 1969 Herausgeber/Amtsträger der Academia des ÖCV.
Steinbauer vertrat die ÖVP vom 4. November 1975 bis zum 6. November 1994 im Nationalrat, wobei er ab 1975 die Funktion des ÖVP-Mediensprechers innehatte. Zudem war er zwischen 1964 und 1967 Leiter der Dokumentation und danach bis 1979 Leiter der Abteilung Politik der Bundesparteileitung der ÖVP. Zudem war er von 1967 bis 1970 als ÖVP-Generalsekretär aktiv und von 1970 bis 1975 stellvertretender Generalsekretär des ORF. Zudem wirkte Steinbauer in verschiedenen Gremien wie der Hörer- und Sehervertretung und war Mitglied des ORF-Kuratoriums. Steinbauer leitete die Wahlkämpfe für die Nationalratswahlen 1975, 1983 und 1986 und führte zudem die Wahlkampfleitung bei den Bundespräsidentenwahlen 1974 sowie 1986. Des Weiteren war er Büroleiter von Alois Mock. Steinbauer war zuletzt vom 26. November 1996 bis zum 9. Mai 2001 Bezirksvorsteher-Stellvertreter im Bezirk Neubau.
Heribert Steinbauer ist nach seiner politischen Karriere als Verleger tätig und betreibt die Edition Steinbauer in Wien.